# Crap Mats
Crap Mats est une montagne des Alpes glaronaises qui surplombe la vallée du Rhin, près de Bonaduz dans le canton des Grisons.